# Campeonato Paulista 1962
In 1962 werd het 61ste Campeonato Paulista gespeeld voor clubs uit de Braziliaanse staat São Paulo. De competitie werd georganiseerd door de FPF en werd gespeeld van 8 juli tot 16 december. Santos werd kampioen.
Het Santos van Pelé, Coutinho, Gilmar, Pepe en Mauro was dit jaar oppermachtig. Buiten de Paulistão, die ze al vijf speeldagen voor het einde wonnen, wist de club ook voor de tweede keer op rij de landstitel te veroveren alsook voor het eerst de Copa Libertadores en intercontinentale beker. 

## Eindstand
| Plaats | Club             | Wed. | W  | G | V  | Saldo  | Ptn. |
| ------ | ---------------- | ---- | -- | - | -- | ------ | ---- |
| 1.     | Santos           | 30   | 23 | 5 | 2  | 102:31 | 51   |
| 2.     | São Paulo        | 30   | 19 | 5 | 6  | 66:36  | 43   |
| 3.     | Corinthians      | 30   | 18 | 7 | 5  | 77:37  | 43   |
| 4.     | Palmeiras        | 30   | 14 | 6 | 10 | 52:44  | 34   |
| 5.     | Portuguesa       | 30   | 12 | 9 | 9  | 42:43  | 33   |
| 6.     | Ferroviária      | 30   | 13 | 6 | 11 | 51:44  | 32   |
| 7.     | Botafogo         | 30   | 14 | 4 | 12 | 65:52  | 32   |
| 8.     | Guarani          | 30   | 11 | 7 | 12 | 50:45  | 29   |
| 9.     | Comercial        | 30   | 11 | 5 | 14 | 42:51  | 27   |
| 10.    | Juventus         | 30   | 8  | 9 | 13 | 30:44  | 25   |
| 11.    | Esportiva        | 30   | 9  | 7 | 14 | 30:48  | 25   |
| 12.    | Noroeste         | 30   | 9  | 7 | 14 | 51:57  | 25   |
| 13.    | XV de Piracicaba | 30   | 9  | 6 | 15 | 38:63  | 24   |
| 14.    | Prudentina       | 30   | 9  | 5 | 16 | 38:65  | 23   |
| 15.    | Jabaquara        | 30   | 8  | 5 | 17 | 44:72  | 21   |
| 16.    | Taubaté          | 30   | 4  | 5 | 21 | 27:73  | 13   |

|  | Kampioen   |
|  | Degradatie |

### Kampioen
| Campeonato Paulista de 1962 |
| São Paulo                   |
| --------------------------- |
| SANTOS Kampioen (7° titel)  |

## Topschutter
| Speler            | Speler | Goals | Club   |
| ----------------- | ------ | ----- | ------ |
| Vlag van Brazilië | Pelé   | 37    | Santos |